# Flecha Valona
A Flecha Valona (oficialmente:La Flèche Wallonne) é uma corrida anual de ciclismo de estrada na região do Valônia, na Bélgica. A corrida é de um dia, ela faz parte do calendário da UCI World Tour.
O primeiro das duas clássicas belgas das Ardenas, La Flèche Wallonne é hoje normalmente realizada no meio da semana entre a Amstel Gold Race e a Liège-Bastogne-Liège. A certa altura, a Flèche Wallonne e Liège-Bastogne-Liège foram disputadas em dias consecutivos como "Le Weekend Ardennais" (ambas as corridas são organizadas pela Amaury Sport Organisation). Apenas sete ciclistas alcançaram a "dobradinha das Ardenas" ao vencer as duas corridas no mesmo ano: Alejandro Valverde três vezes (em 2006, 2015 e 2017), Ferdi Kübler duas vezes (em 1951 e 1952), Stan Ockers (1955), Eddy Merckx (1972), Moreno Argentin (1991) Davide Rebellin (2004) e Philippe Gilbert (2011).

## História

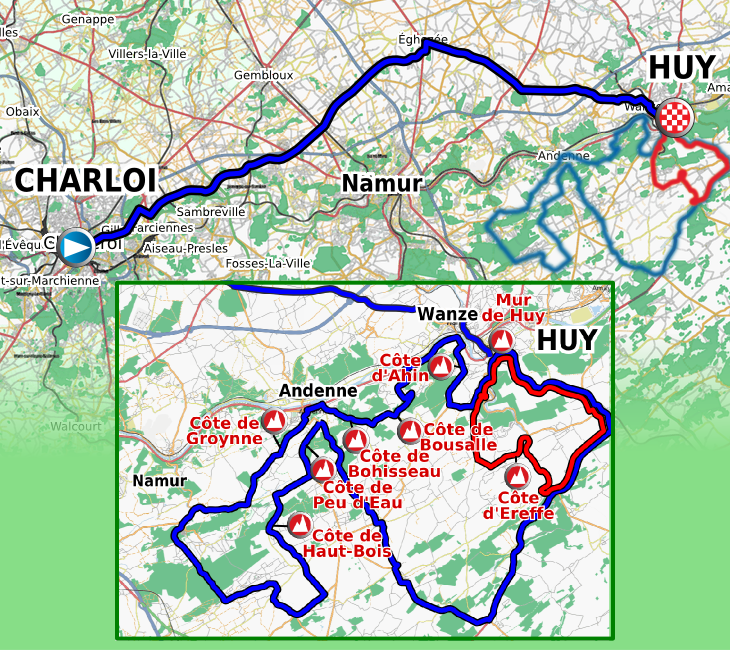
Percurso da Flèche Wallonne de 2011.

A Flèche Wallonne foi criada para impulsionar as vendas do jornal Les Sports durante a década de 1930 e foi realizada pela primeira vez em 1936. Embora talvez não seja tão reverenciada como um dos cinco 'Monumentos' Clássicos, a corrida é amplamente considerada como uma das Clássicas de Primavera mais significativas, ao lado do Amstel Gold e Strade Bianche.
Como muitos eventos de corrida de ciclismo, o percurso mudou consideravelmente ao longo dos anos, tanto no percurso quanto na extensão. O evento foi disputado pela primeira vez nas estradas de Tournai a Liège (crescendo de 236 km para 300 km — a distância mais longa de sempre — em 1938), após o que Mons se tornou o ponto de partida. A partir de 1948, a corrida começou em Charleroi; a partir de 1960 a prova correu no sentido oposto, começando em Liège e terminando em Charleroi (ou, a partir de 1965, Marcinelle). Alguns anos viram o evento começar e terminar no mesmo lugar: Verviers (1974–1978) ou Huy (1983–1985). A partir de 1986, a corrida começou em Spa e terminou em Huy. Desde 1990, a distância da corrida não ultrapassa os 210 km.
Desde a sua criação, tem sido realizada todos os anos, exceto 1940, devido à Segunda Guerra Mundial. Em 2020, foi remarcado para setembro devido à pandemia de COVID-19.
Hoje, o evento começa em Charleroi e segue para o leste até Huy, onde os pilotos fazem três voltas em um circuito difícil, incluindo a subida íngreme do Mur de Huy (Muro de Huy), com vários trechos com inclinação superior a 15% e até 26% numa seção. A chegada é no topo do Mur após a terceira subida, e a subida do 'Mur' é considerada a característica icónica e emblemática da corrida.
Alejandro Valverde venceu a corrida cinco vezes, um recorde. Cinco ciclistas venceram a corrida três vezes, dois deles belgas, dois italianos e um francês. Cinco ciclistas venceram a corrida em anos consecutivos. Na verdade, os ciclistas belgas dominaram os primeiros anos do evento, vencendo as primeiras 11 edições da corrida e pouco menos de metade das edições no total (38 vitórias até 2011, inclusive). Os italianos venceram o evento 18 vezes.

## Vencedores
| Ano                                                           | Vencedor              | Segundo                  | Terceiro                |
| ------------------------------------------------------------- | --------------------- | ------------------------ | ----------------------- |
| 1936                                                          | Philippe De Meersman  | Alphonse Verniers        | Camille Michielsen      |
| 1937                                                          | Adolf Braeckeveldt    | Marcel Kint              | Albert Perikel          |
| 1938                                                          | Émile Masson junior   | Sylvère Maes             | Cyrille Dubois          |
| 1939                                                          | Edmond Delathouwer    | Huub Sijen               | Albert Perikel          |
| 1940 edição não realizada por causa da Segunda Guerra Mundial |                       |                          |                         |
| 1941                                                          | Sylvain Grysolle      | Gustave Van Overloop     | Jacques Geus            |
| 1942                                                          | Karel Thijs           | Frans Bonduel            | Jacques Geus            |
| 1943                                                          | Marcel Kint           | Georges Claes            | Désiré Keteleer         |
| 1944                                                          | Marcel Kint           | Albéric Schotte          | Marcel Quertinmont      |
| 1945                                                          | Marcel Kint           | Lucien Vlaemynck         | André Maelbrancke       |
| 1946                                                          | Désiré Keteleer       | René Walschot            | Edward van Dijck        |
| 1947                                                          | Ernest Sterckx        | Maurice Desimpelaere     | Gustave Van Overloop    |
| 1948                                                          | Fermo Camellini       | Albéric Schotte          | Camille Beeckman        |
| 1949                                                          | Rik Van Steenbergen   | Edward Peeters           | Fausto Coppi            |
| 1950                                                          | Fausto Coppi          | Raymond Impanis          | Jean Storms             |
| 1951                                                          | Ferdi Kübler          | Gino Bartali             | Jean Robic              |
| 1952                                                          | Ferdi Kübler          | Stan Ockers              | Raymond Impanis         |
| 1953                                                          | Stan Ockers           | Ferdi Kübler             | Loretto Petrucci        |
| 1954                                                          | Germain Derycke       | Ferdi Kübler             | Jan De Valck            |
| 1955                                                          | Stan Ockers           | Alfons Van den Brande    | Stanislas Bober         |
| 1956                                                          | Richard Van Genechten | Sante Ranucci            | André Vlaeyen           |
| 1957                                                          | Raymond Impanis       | René Privat              | Victor Wartel           |
| 1958                                                          | Rik Van Steenbergen   | Jef Planckaert           | Pierre Everaert         |
| 1959                                                          | Jos Hoevenaers        | Marcel Janssens          | Frans Schoubben         |
| 1960                                                          | Pino Cerami           | Pierre Beuffeuil         | Constant Goossens       |
| 1961                                                          | Willy Vannitsen       | Jean Graczyk             | Frans Aerenhouts        |
| 1962                                                          | Henri De Wolf         | Pino Cerami              | Hans Jünkermann         |
| 1963                                                          | Raymond Poulidor      | Jan Janssen              | Peter Post              |
| 1964                                                          | Gilbert Desmet        | Jan Janssen              | Peter Post              |
| 1965                                                          | Roberto Poggiali      | Felice Gimondi           | Tom Simpson             |
| 1966                                                          | Michelle Dancelli     | Lucien Aimar             | Rudi Altig              |
| 1967                                                          | Eddy Merckx           | Peter Post               | Willy Bocklant          |
| 1968                                                          | Rik Van Looy          | José Samyn               | Jan Janssen             |
| 1969                                                          | Jos Huysmans          | Eric De Vlaeminck        | Eric Leman              |
| 1970                                                          | Eddy Merckx           | Georges Pintens          | Eric De Vlaeminck       |
| 1971                                                          | Roger De Vlaeminck    | Frans Verbeeck           | Joseph Deschoenmaecker  |
| 1972                                                          | Eddy Merckx           | Raymond Poulidor         | Willy Van Neste         |
| 1973                                                          | André Dierickx        | Eddy Merckx              | Frans Verbeeck          |
| 1974                                                          | Frans Verbeeck        | Roger De Vlaeminck       | Walter Godefroot        |
| 1975                                                          | André Dierickx        | Frans Verbeeck           | Eddy Merckx             |
| 1976                                                          | Joop Zoetemelk        | Frans Verbeeck           | Freddy Maertens         |
| 1977                                                          | Francesco Moser       | Giuseppe Saronni         | Freddy Maertens         |
| 1978                                                          | Michel Laurent        | Gianbattista Baronchelli | Dietrich Thurau         |
| 1979                                                          | Bernard Hinault       | Giuseppe Saronni         | Bernt Johansson         |
| 1980                                                          | Giuseppe Saronni      | Sven-Åke Nilsson         | Bernard Hinault         |
| 1981                                                          | Daniel Willems        | Adri van der Poel        | Guido Van Calster       |
| 1982                                                          | Mario Beccia          | Jostein Wilmann          | Paul Haghedooren        |
| 1983                                                          | Bernard Hinault       | René Bittinger           | Hubert Seiz             |
| 1984                                                          | Kim Andersen          | William Tackaert         | Heddie Nieuwdorp        |
| 1985                                                          | Claude Criquielion    | Moreno Argentin          | Laurent Fignon          |
| 1986                                                          | Laurent Fignon        | Jean-Claude Leclercq     | Claude Criquielion      |
| 1987                                                          | Jean-Claude Leclercq  | Claude Criquielion       | Rolf Gölz               |
| 1988                                                          | Rolf Gölz             | Moreno Argentin          | Steven Rooks            |
| 1989                                                          | Claude Criquielion    | Steven Rooks             | Wim Van Eynde           |
| 1990                                                          | Moreno Argentin       | Jean-Claude Leclercq     | Gert-Jan Theunisse      |
| 1991                                                          | Moreno Argentin       | Claude Criquielion       | Claudio Chiappucci      |
| 1992                                                          | Giorgio Furlan        | Gérard Rué               | Davide Cassani          |
| 1993                                                          | Maurizio Fondriest    | Gérard Rué               | Claudio Chiappucci      |
| 1994                                                          | Moreno Argentin       | Giorgio Furlan           | Evgeni Berzin           |
| 1995                                                          | Laurent Jalabert      | Maurizio Fondriest       | Evgeni Berzin           |
| 1996                                                          | Lance Armstrong       | Didier Rous              | Maurizio Fondriest      |
| 1997                                                          | Laurent Jalabert      | Luc Leblanc              | Alex Zülle              |
| 1998                                                          | Bo Hamburger          | Frank Vandenbroucke      | Alberto Elli            |
| 1999                                                          | Michele Bartoli       | Maarten den Bakker       | Mario Aerts             |
| 2000                                                          | Francesco Casagrande  | Rik Verbrugghe           | Laurent Jalabert        |
| 2001                                                          | Rik Verbrugghe        | Ivan Basso               | Jörg Jaksche            |
| 2002                                                          | Mario Aerts           | Unai Etxebarria          | Michele Bartoli         |
| 2003                                                          | Igor Astarloa         | Aitor Osa                | Alexandr Shefer         |
| 2004                                                          | Davide Rebellin       | Danilo Di Luca           | Matthias Kessler        |
| 2005                                                          | Danilo Di Luca        | Kim Kirchen              | Davide Rebellin         |
| 2006                                                          | Alejandro Valverde    | Samuel Sánchez           | Karsten Kroon           |
| 2007                                                          | Davide Rebellin       | Alejandro Valverde       | Danilo Di Luca          |
| 2008                                                          | Kim Kirchen           | Cadel Evans              | Damiano Cunego          |
| 2009                                                          | Davide Rebellin       | Andy Schleck             | Damiano Cunego          |
| 2010                                                          | Cadel Evans           | Joaquim Rodríguez        | Alberto Contador        |
| 2011                                                          | Philippe Gilbert      | Joaquim Rodríguez        | Samuel Sánchez          |
| 2012                                                          | Joaquim Rodríguez     | Michael Albasini         | Philippe Gilbert        |
| 2013                                                          | Daniel Moreno         | Sergio Henao             | Carlos Alberto Betancur |
| 2014                                                          | Alejandro Valverde    | Daniel Martin            | Michał Kwiatkowski      |
| 2015                                                          | Alejandro Valverde    | Julian Alaphilippe       | Michael Albasini        |
| 2016                                                          | Alejandro Valverde    | Julian Alaphilippe       | Daniel Martin           |
| 2017                                                          | Alejandro Valverde    | Daniel Martin            | Dylan Teuns             |
| 2018                                                          | Julian Alaphilippe    | Alejandro Valverde       | Jelle Vanendert         |
| 2019                                                          | Julian Alaphilippe    | Jakob Fuglsang           | Diego Ulissi            |
| 2020                                                          | Marc Hirschi          | Benoît Cosnefroy         | Michael Woods           |
| 2021                                                          | Julian Alaphilippe    | Primož Roglič            | Alejandro Valverde      |
| 2022                                                          | Dylan Teuns           | Alejandro Valverde       | Aleksandr Vlasov        |
| 2023                                                          | Tadej Pogačar         | Mattias Skjelmose        | Mikel Landa             |
| 2024                                                          | Stephen Williams      | Kévin Vauquelin          | Maxim Van Gils          |
| 2025                                                          |                       |                          |                         |

### Vencedores múltiplos
Ciclista a negrito ainda se encontram em atividade
| Vitórias | Ciclista                  | Edições                      |
| -------- | ------------------------- | ---------------------------- |
| 5        | Alejandro Valverde (ESP)  | 2006, 2014, 2015, 2016, 2017 |
| 3        | Marcel Kint (BEL)         | 1943, 1944, 1945             |
| 3        | Eddy Merckx (BEL)         | 1967, 1970, 1972             |
| 3        | Moreno Argentin (ITA)     | 1990, 1991, 1994             |
| 3        | Davide Rebellin (ITA)     | 2004, 2007, 2009             |
| 3        | Julian Alaphilippe (FRA)  | 2018, 2019, 2021             |
| 2        | Ferdinand Kübler (SUI)    | 1951, 1952                   |
| 2        | Stan Ockers (BEL)         | 1953, 1955                   |
| 2        | Rik Van Steenbergen (BEL) | 1949, 1958                   |
| 2        | André Dierickx (BEL)      | 1973, 1975                   |
| 2        | Bernard Hinault (FRA)     | 1979, 1983                   |
| 2        | Claude Criquielion (BEL)  | 1985, 1989                   |
| 2        | Laurent Jalabert (FRA)    | 1995, 1997                   |

### Vencedores por país
Atualizado após edição de 2024
| Vitórias       | País |
| -------------- | ---- |
| Bélgica        | 38   |
| Itália         | 18   |
| França         | 11   |
| Espanha        | 8    |
| Suíça          | 3    |
| Dinamarca      | 2    |
| Eslovênia      | 1    |
| Austrália      | 1    |
| Alemanha       | 1    |
| Estados Unidos | 1    |
| Luxemburgo     | 1    |
| Países Baixos  | 1    |
| Reino Unido    | 1    |